# Brélidy
Brélidy (bret. Brelidi) – miejscowość i gmina we Francji, w regionie Bretania, w departamencie Côtes-d’Armor.
Według danych na rok 1990 gminę zamieszkiwało 325 osób, a gęstość zaludnienia wynosiła 40 osób/km² (wśród 1269 gmin Bretanii Brélidy plasuje się na 928. miejscu pod względem liczby ludności, natomiast pod względem powierzchni na miejscu 903.).